# Каменское (Крым)
Ка́менское (до 1945 года Ак-Мона́й; укр. Кам'янське, крымскотат. Aq Manay, Акъ Манай) — село в Ленинском районе (Автономной) Республики Крым, входит в состав Семисотского сельского поселения (Семисотского сельсовета).

## Население
| 2001 | 2014 |
| ---- | ---- |
| 317  | ↘254 |

Всеукраинская перепись 2001 года показала следующее распределение по носителям языка
| Язык             | Процент |
| ---------------- | ------- |
| русский          | 70.35   |
| крымскотатарский | 19.87   |
| украинский       | 8.83    |
| другие           | 0.63    |

### Динамика численности
| - 1805 год — 116 чел. - 1864 год — 235 чел. - 1889 год — 512 чел. - 1892 год — 413 чел. - 1897 год — 725 чел. - 1902 год — 593 чел. - 1915 год — 1015/590 чел. | - 1926 год — 732 чел. - 1939 год — 1394 чел. - 1989 год — 311 чел. - 2001 год — 317 чел. - 2009 год — 245 чел. - 2014 год — 254 чел. |

## Современное состояние
На 2017 год в Каменском числится 5 улиц и 1 переулок; на 2009 год, по данным сельсовета, село занимало площадь 124,6 гектара на которой, в 165 дворах, проживало 245 человек. Каменское связано автобусным сообщением с Феодосией и железнодорожной станцией Петрово (на линии Джанкой — Керчь), курорт.

## География
Расположено на западе Керченского полуострова, на Ак-Монайском перешейке, на берегу Азовского моря, в устье маловодной речки Семисотка, у начала Арабатской стрелки, высота центра села над уровнем моря — 21 м. Расстояние до райцентра Ленино около 30 километров (по шоссе), ближайшая железнодорожная станция — Семисотка (на линии Джанкой — Керчь) — примерно в 8 километрах. Транспортное сообщение осуществляется по региональной автодороге 35Н-350 Соляное — Батальное (по украинской классификации — С-0-10843).

## История
Первое документальное упоминание села встречается в Камеральном Описании Крыма… 1784 года, судя по которому, в последний период Крымского ханства Ак-манай входил в Арабатский кадылык Кефинского каймаканства. После присоединения Крыма к России (8) 19 апреля 1783 года, (8) 19 февраля 1784 года, именным указом Екатерины II сенату, на территории бывшего Крымского Ханства была образована Таврическая область и деревня была приписана к Левкопольскому, а после ликвидации в 1787 году Левкопольского — к Феодосийскому уезду Таврической области. После Павловских реформ, с 1796 по 1802 год, входила в Акмечетский уезд Новороссийской губернии. Пётр Паллас в труде «Наблюдения, сделанные во время путешествия по южным наместничествам Русского государства в 1793—1794 годах» упоминает Ак-Монай и расположенные у деревни каменоломни, добавляя, что из их камня построена Арабатская крепость, следовательно уже в XVII веке жители занимались добычей камня. По новому административному делению, после создания 8 (20) октября 1802 года Таврической губернии, Ак-Монай был включён в состав Парпачской волости Феодосийского уезда.
По Ведомости о числе селений, названиях оных, в них дворов… состоящих в Феодосийском уезде от 14 октября 1805 года, в деревне Акманай числилось 23 двора и 116 жителей. На военно-топографической карте генерал-майора Мухина 1817 года деревня Акманай обозначена с 23 дворами. После реформы волостного деления 1829 года Анмонай, согласно «Ведомости о казённых волостях Таврической губернии 1829 года», отнесли к Агерманской волости (переименованной из Парпачской). На карте 1836 года в деревне 41 двор, как и на карте 1842 года.
В 1860-х годах, после земской реформы Александра II, деревню приписали к Арма-Элинской волости. Согласно «Списку населённых мест Таврической губернии по сведениям 1864 года», составленному по результатам VIII ревизии 1864 года, Акмонай — владельческая татарская деревня с 35 дворами, 235 жителями, мечетью и каменоломней при Азовском море. По обследованиям профессора А. Н. Козловского начала 1860-х годов, в селении «все без исключения колодцы с весьма солёною водою, годною лишь для животных. Людьми же в пищу не употребляется». На трёхверстовой карте Шуберта 1865—1876 года в деревне Ак-Манай обозначено 35 дворов. По «Памятной книге Таврической губернии 1889 года», по результатам Х ревизии 1887 года, в деревне Ак-Монай, уже Владиславской волости, числилось 97 дворов и 512 жителей. По «…Памятной книжке Таврической губернии на 1892 год» в деревне Акмонай, входившей в Арма-Элинское сельское общество, числилось 126 жителей в 19 домохозяйствах, а в не входившем в сельское общество Акмонае — 291 безземельный.
После земской реформы 1890-х годов деревня осталась в составе преобразованной Владиславской волости. На верстовой карте Крыма 1896 года в селении обозначено 105 дворов с татарским населением. Перепись 1897 года зафиксировала в деревне Ак-Монай 725 жителей, из которых 162 православных и 542 мусульманина. По «…Памятной книжке Таврической губернии на 1902 год» в деревне Акмонай числилось 593 жителя в 20 домохозяйствах, 20 мая 1906 года было начато строительство мектебе. На 1914 год в селении действовало земское училище. По Статистическому справочнику Таврической губернии. Ч.II-я. Статистический очерк, выпуск пятый Феодосийский уезд, 1915 год, в деревне Акмонай Владиславской волости Феодосийского уезда числилось 105 дворов (35 дворов с землёй, 70 — безземельные) с татарским населением в количестве 1015 человек приписных жителей и 590 — «посторонних», из которых 800 мужчин и 805 женщин. Жители владели 1830 десятинами удобной земли. В хозяйствах имелось 150 лошадей, 100 волов, 50 коров и 1200 голов овец, свиней, или коз. Согласно списку 1915 года «…русских подданных из австрийских, венгерских или германских выходцев» землевладельцев, опубликованном в газете «Таврические губернские ведомости» в апреле 1915 года, при деревне Ак-Монай значится владение крымского немца Дик Петра Яковлевича площадью 1,5 десятины.
После установления в Крыму Советской власти, по постановлению Крымревкома от 8 января 1921 года была упразднена волостная система и село вошло в состав вновь созданного Владиславовского района Феодосийского уезда, а в 1922 году уезды получили название округов. 11 октября 1923 года, согласно постановлению ВЦИК, в административное деление Крымской АССР были внесены изменения, в результате которых округа ликвидировались и Владиславовский район стал самостоятельной административной единицей. Декретом ВЦИК от 04 сентября 1924 года «Об упразднении некоторых районов Автономной Крымской С. С. Р.» в октябре 1924 года район был преобразован в Феодосийский и село включили в его состав. Согласно Списку населённых пунктов Крымской АССР по Всесоюзной переписи 17 декабря 1926 года, в селе Ак-Монай, центре Ак-Монайского сельсовета Феодосийского района, имелось 183 двора, из них 166 крестьянских, население составляло 732 человека (347 мужчин и 385 женщин). В национальном отношении учтено: 536 татар, 123 русских, 22 украинца, 16 немцев, 15 караимов, 12 евреев, 1 армяниин, 1 белорусс, 1 болгарин, 1 грек, действовали 1 татарская 1 руская школы. Постановлением ВЦИК «О реорганизации сети районов Крымской АССР» от 30 октября 1930 года (по другим сведениям 15 сентября 1931 года) Феодосийский район упразднили и село включили в состав Ленинского. По данным всесоюзной переписи населения 1939 года в селе проживало 1394 человека.
Во время Великой Отечественной войны, в ходе проведения Керченско-Феодосийской десантной операции в ноябре—декабре 1941 года вели наступательные бои воины 271-й, 320-й и 106-й стрелковых дивизий. В январе—мае 1942 года, во время дальнейших боевых действий, в наступательно-оборонительных боях участвовали части 77-й горнострелковой, 236-й, 138-й и 224-й стрелковых дивизий, 83-й бригады морской пехоты, 979-го и 25-го артиллерийских полков 51-й и 47-й армий. 12 апреля 1944 года, при освобождении Крыма, Акмонайским позиции штурмовали бойцы 2-й и 32-й гвардейских Таманских дивизий. Погибшие в этих боях свыше 3000 воинов были захоронены на братском кладбище в селе, постановлением Совета министров Республики Крым № 627 от 20 декабря 2016 года отнесённый к категории объектов культурного наследия России.

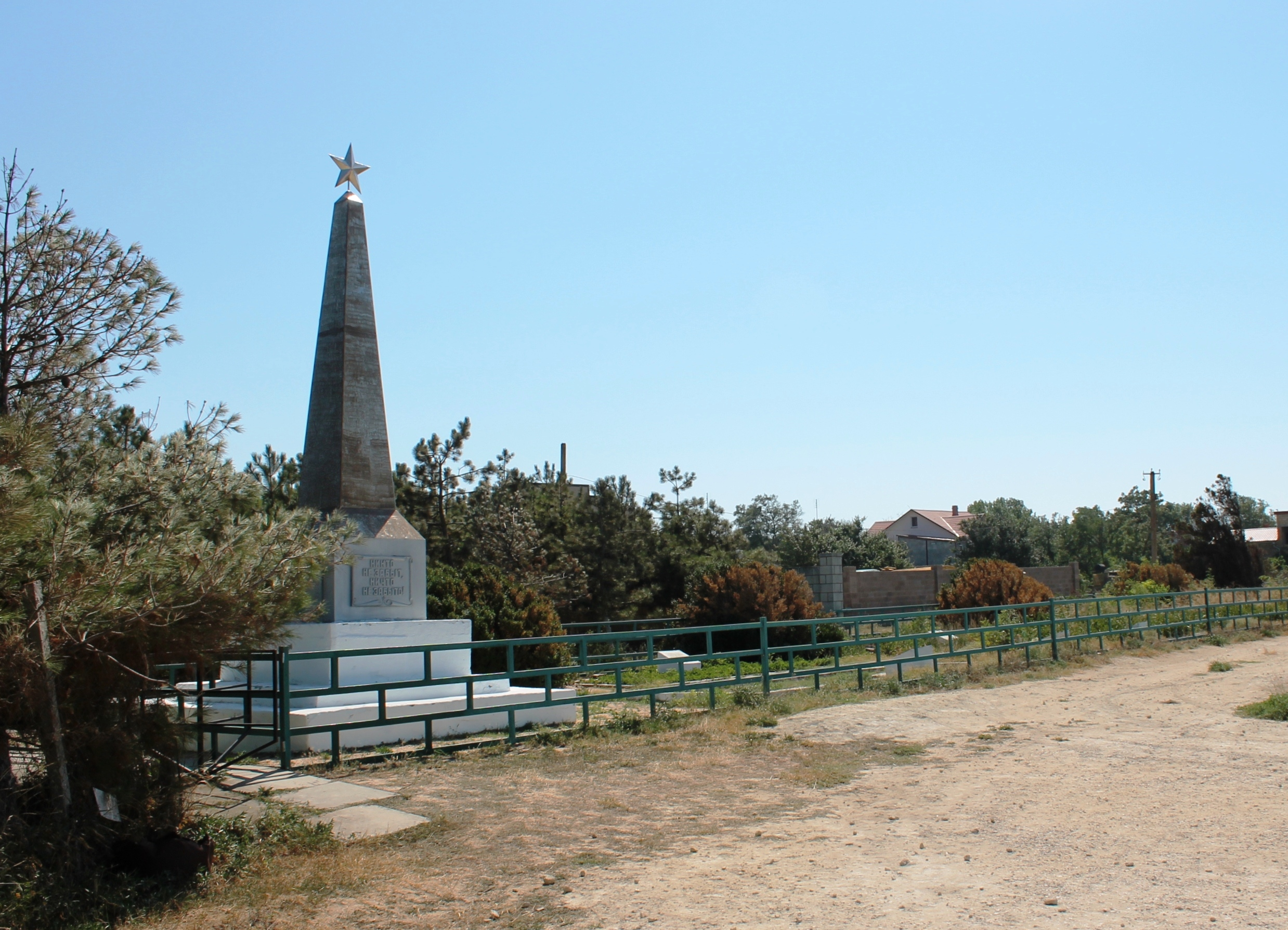
Мемориальное братское кладбище.

В 1944 году, после освобождения Крыма от фашистов, согласно постановлению ГКО № 5859 от 11 мая 1944 года, 18 мая крымские татары были депортированы в Среднюю Азию. Указом Президиума Верховного Совета РСФСР от 21 августа 1945 года Ак-Монай был переименован в Каменское и Ак-Монайский сельсовет — в Каменский. С 25 июня 1946 года Каменское в составе Крымской области РСФСР, а 26 апреля 1954 года Крымская область была передана из состава РСФСР в состав УССР. Время ликвидации сельсовета пока не установлено, известно, что на 1960 год он уже не существовал. По данным переписи 1989 года в селе проживало 311 человек. С 12 февраля 1991 года село в восстановленной Крымской АССР, 26 февраля 1992 года переименованной в Автономную Республику Крым. С 21 марта 2014 года в составе Крыма аннексировано Россией.

## Знаменитые уроженцы
- Велиляев, Леонид Абибулаевич (1916—1997) — участник Великой Отечественной войны 1941—1945 гг., полный кавалер ордена Славы.

## Достопримечательности
- Акмонайские катакомбы
- Арабатская крепость